# Affaire Allemandi
Pour les articles homonymes, voir Allemandi.
L'Affaire Allemandi (en italien: Caso Allemandi) est le premier grand scandale de l'histoire du football italien, qui eut pour conséquence le retrait du titre de champion d'Italie du Torino FC de la saison 1926-1927.
Elle porte le nom du joueur à l'époque à la Juventus, Luigi Allemandi, qui fut soupçonné d'avoir été corrompu pour perdre un match au profit du rival de la Juve, le Torino.

## Déroulement de l'affaire

### Les acteurs en présence
| - Torino FC - Bologne FC |  | - Luigi Allemandi - Le Docteur Nani - Francesco Gaudioso, journaliste à la Tifone (journal turinois) - Renato Farminelli - Leandro Arpinati, président de la FIGC et maire de Bologne - Giuseppe Zanetti |

### Les faits
La tentative de corruption du joueur Luigi Allemandi a été une histoire très complexe et au fond, elle ne fut jamais éclaircie.
Selon les chroniques de l'époque, le joueur de la Juve a été approché par un dirigeant du Torino FC, le Docteur Nani, en lui proposant 35 000 lires, afin de laisser gagner le Torino dans le derby turinois, prévu le 5 juin 1927.
Bologne FC est le concurrent le plus dangereux pour le Torino et la Juventus, tenante du titre qui a peu de chances de conserver son titre.

### L'enquête de la FIGC
De cet épisode, à la fin du championnat, Farminelli lit dans le journal Tifone un petit article intitulé C'è del marcio in Danimarca. Ce rapport mènera les enquêtes de la fédération italienne, dont le patron était alors Arpinati Leandro, fasciste et maire de la ville de Bologne. Comme l'équipe de Bologne s'est classée deuxième, pour éviter tout soupçon d'impartialité, il décida de ne pas attribuer le titre pour ne pas aggraver la situation.